# Альтфатер, Эльмар
Эльмар Альтфатер (нем. Elmar Altvater; 24 августа 1938, Камен — 1 мая 2018) — профессор политических наук в Свободном университете Берлина, один из известнейших марксистских философов и критиков глобализации в современной Германии.
В течение некоторого времени поддерживал Партию зелёных, но после поддержки партией операции в Косово дистанцировался от неё. Впоследствии сторонник АТТАК и Всемирного социального форума, а также партии «Левые».